# Georg von Hertling
Pour les articles homonymes, voir von Hertling.
Le comte Georg von Hertling, jusqu’en 1914 baron Georg von Hertling, né le 31 août 1843 à Darmstadt et décédé le 4 janvier 1919 à Ruhpolding est un homme d'État allemand.
Professeur de philosophie, ce n'est que tardivement qu'Hertling entre en politique. Membre du Zentrum et figure importante du catholicisme allemand, il est tour à tour député, ministre-président de Prusse puis chancelier impérial de 1917 à 1918. Son action politique en tant que chancelier est avant tout marquée par une avancée de la parlementarisation de l'Empire allemand.

## Biographie

### Jeunesse et vie avant la politique

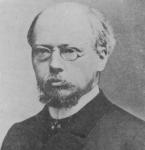
Georg von Hertling avant 1905.

De famille catholique, Georg Friedrich von Hertling est le fils de Jakob von Hertling, alors conseiller à la cour de Hesse, et d'Antonie von Guaita. Magdalena Maria Caroline Francisca Brentano (de), appelée Meline (1788-1861), est sa grand-mère du côté maternel. Cette dernière a épousé Georg Friedrich von Guaita (de) (1772-1851) maire de Francfort-sur-le-Main à plusieurs reprises. L'éducation religieuse que lui prodigue sa mère l'amène à envisager la carrière d'ecclésiastique. Hertling étudie au lycée Louis-Georges (de), où il est l'élève du directeur Christian Boßler (de), qui préserve le caractère humaniste de l'institut face à l'essor des sciences naturelles. Après des études de philosophie à Munich, Münster et Berlin, il obtient le titre de docteur en 1864.
Après l'obtention de l'agrégation à Bonn en 1867, il a des difficultés à obtenir un poste à cause de sa confession catholique et du Kulturkampf. En 1880, il est enfin nommé professeur extraordinaire après une intervention du ministre. Cette expérience va le mener à participer à la fondation de la Société Görres dont il reste le président jusqu'à sa mort en 1919. En 1882, il obtient un poste de professeur ordinaire à Munich.
Hertling est l'un des précurseurs du mouvement catholique des Studentenverbindungen. Il intègre le K.D.St.V. Aenania (de) en 1862 puis le K.St.V. Arminia (de). Son discours de 1863 à Francfort lors du Congrès catholique, dans lequel il présente les concepts de religion, de science et d'amitié comme les principes de toute association étudiante catholique, est le déclencheur de la création du Würzburger Bund (de) dont découleront plus tard le Cartellverband (de) et l'Association du cartel des associations d'étudiants catholiques allemands (de).
Son mariage avec Anna von Biegeleben (1845-1919), fille d'une famille influente de fonctionnaires, donne naissance à un fils (Karl) et cinq filles, l'une d'entre elles décédant très jeune. L'une de leurs filles, Maria Gisberta a épousé Heinrich von Weitershausen. Hertling est le petit-neveu de Bettina von Arnim et de Clemens Brentano. L'actrice Gila von Weitershausen est sa petite-fille.

### Député et ministre-président
En plus de ses activités universitaires, Hertling entre dans le monde politique. De 1875 à 1890 et de 1896 à 1912, il représente le Zentrum au Reichstag. Il se consacre alors aux questions sociales ainsi qu'aux questions concernant la politique des finances et la politique extérieure. De 1909 à 1912, il est le chef du groupe parlementaire du Zentrum. Il combat pour la réconciliation entre le catholicisme allemand et l'État national prussien protestant. Le 9 février 1912, le régent de Bavière Léopold de Wittelsbach l'appelle au poste de ministre-président. La nomination d'un représentant du groupe majoritaire à l'assemblée au poste de chef de gouvernement est la preuve du début d'une parlementarisation du royaume de Bavière.
Pendant la Première Guerre mondiale, il soutient les positions du chancelier Theobald von Bethmann Hollweg, mais refuse la place de chancelier après la chute de celui-ci. Ce n'est qu'après la démission du successeur de Theobald von Bethmann Hollweg, Georg Michaelis, qu'il accepte le poste de chancelier et de ministre-président de Prusse en décembre 1917 malgré ses problèmes de santé : « Hertling — à l'origine professeur de philosophie — avait toujours été un homme politique insensible, un homme dont la force était dans le débat et non dans l'action. Désormais il était un vieillard de 74 ans qui s'endormait parfois lors des séances du soir et qui avait besoin du soutien d'un lecteur pour lire les dossiers à cause de son début de cécité. » Le 3 octobre 1918, Georg von Hertling est remplacé par Max de Bade.

### Chancelier
Bien qu'ayant été mis en place le 1er novembre 1917 avec beaucoup de réticences, le gouvernement Hertling est un pas supplémentaire vers la parlementarisation de l'Empire allemand étant donné que le nouveau chancelier doit faire voter son programme de gouvernement devant les partis majoritaires au Reichstag. Avec le social-libéral Friedrich von Payer comme vice-chancelier et le national-libéral Robert Friedberg (de) comme vice-ministre-président de Prusse, ce sont deux parlementaires aguerris qui sont intégrés dans les cabinets ministériels pour leur qualité de liaison.

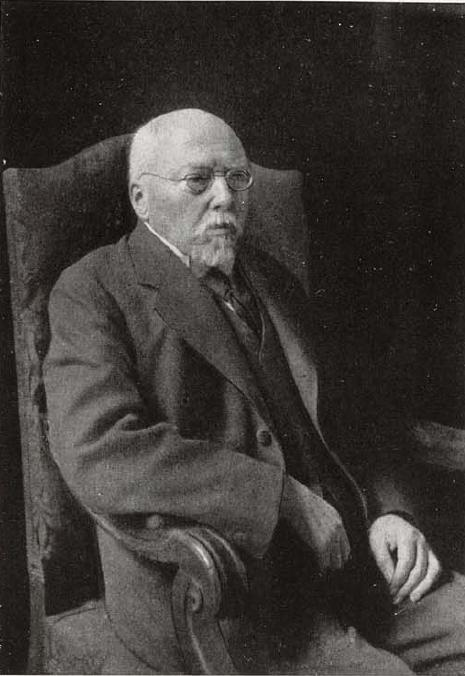
Hertling en 1919.

Hertling appartient à l'aile droite du groupe parlementaire du Zentrum qui, contrairement à l'aile gauche, rejette résolument la parlementarisation. Elle est pour lui un danger qui minerait le fédéralisme et renforcerait les sociaux-démocrates. Pendant la mandature d'Hertling, c'est l'aile du Zentrum et du Parti populaire progressiste qui s'imposent puisqu'elles tendent à prendre en compte les droits spécifiques aux États allemands. Le Zentrum gagne ainsi du temps pour s'habituer à un régime « proto-parlementaire » et à une collaboration avec le SPD et les sociaux-libéraux. Dans le cabinet Hertling, le social-libéral Friedrich von Payer est l'homme de confiance de son propre parti tout comme des sociaux-démocrates qui se mettent alors en retrait pour ne pas rendre plus difficile la formation du gouvernement.
Durant son mandat, la parlementarisation et la démocratisation font d'importants progrès comme on peut le voir à travers le projet de réforme électorale qui comporte certains éléments du scrutin proportionnel. Toutefois, le SPD reste insatisfait d'Hertling car l'influence du Commandement suprême de l'Armée ne cesse de croître et parce que les réformes sont lentes à s'imposer. C'est à la fin septembre 1918 qu'Hertling perd définitivement la confiance du SPD qui cherche un changement politique pour entrer au gouvernement. Les gouvernements bavarois et badois pensent également qu'Hertling n'est pas l'homme adéquat pour une politique de paix conséquente. Le Parti populaire progressiste est du même avis mais ne veut pas mettre la coalition en danger. Le « candidat de compromis » qu'avait été Hertling perd tous ses soutiens, même celui de son propre parti. La situation militaire se détériorant, les partis de la Commission interparlementaire (de), parmi lesquels se trouvent le Zentrum, exigent des négociations en vue d'une paix séparée avec les Alliés. Cette paix ne doit contenir aucune annexion et amener une parlementarisation de l'Empire : une modification de la constitution doit rendre le gouvernement dépendant de la confiance du Reichstag. Hertling est décidé à combattre ces demandes. Toutefois, le 26 septembre 1918, des responsables de service au sein de l'État-Major informent le secrétaire d'État aux Affaires étrangères Paul von Hintze du caractère désespéré de la situation militaire sans en avertir le chancelier Hertling. Hintze travaille alors à un concept de « révolution par le haut ». Lorsque le 28 septembre 1918 l'Oberste Heeresleitung exige également une base plus large pour le gouvernement (très probablement pour rejeter la responsabilité de la défaite sur les partis démocratiques), Hertling se retrouve entre deux feux. La fin de son mandat est scellée le 29 septembre à Spa au grand quartier général. Le 30, l'empereur décrète la parlementarisation. Le 3 octobre suivant, Max von Baden succède à Hertling.

### Fin de vie
Son état de santé s'étant aggravé pendant son mandat, Herling meurt quelques semaines plus tard, le 4 janvier 1919, à Ruhpolding.

## Œuvres
- Recht, Staat und Gesellschaft. 1906, Neuausgabe: Björn Bedey (Hrsg.), Severus, Hamburg 2011  (ISBN 978-3-86347-093-7).
- Historische Beiträge zur Philosophie. Joseph Anton Endres (Hrsg.), 1914, Neuausgabe: Björn Bedey (Hrsg.), Severus, Hamburg 2011  (ISBN 978-3-86347-033-3).